# Umbanda
La umbanda es una religión espiritista y ecléctica fundada en Brasil a principios del siglo XX como una forma de culto a sus ancestros (étnicos).

## Definición
La umbanda es producto de una mixtura de diversas vertientes religiosas y espirituales, tales como: el espiritismo, la santería, la religión bantú congo-angoleña, la tupí-guaraní, el cristianismo místico (esotérico), la magia roja europea y el orientalismo. Es una religión americana, nacida en Río de Janeiro a partir de 1908, definible como parte del universo espiritista, que surge como una reacción al rechazo de los espíritus de caboclos (aborígenes americanos) y Pretos Velhos (ancianos negros descendientes de esclavos) en las sesiones del espiritismo ortodoxo.

## Historia

### 15 de noviembre de 1908

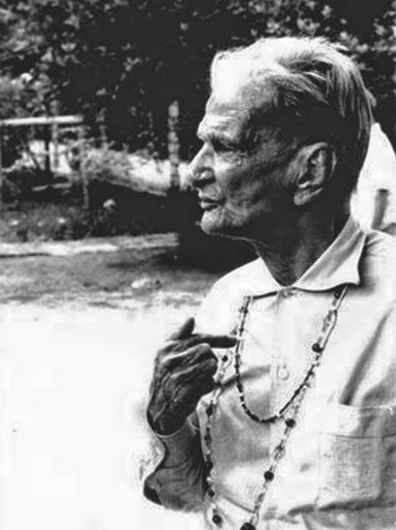
Zélio Fernandino de Moraes (10 de abril de 1891 - 3 de octubre de 1975) fue un médium brasileño considerado el fundador de la religión Umbanda Branca.

De acuerdo a un mito fundacional del culto, un joven brasileño de 17 años, Zelio Fernandino de Moraes, miembro de una familia católica de clase media del municipio de São Gonçalo en Río de Janeiro, se encontraba afectado por algunas dolencias inexplicables, y asiste a una sesión espírita en la sede (itinerante) de la Federación Espírita de Niterói presidida por José de Souza. En dicha sesión espírita, se manifestaron espíritus de caboclos y negros viejos, de manera inhabitual, por lo que el dirigente a cargo los expulsa por considerarlos espíritus atrasados. En ese momento, los espíritus se manifestaron en médiums en el salón, una entidad ejerció control sobre Zélio y proclamó que fundaría un culto al día siguiente de lo sucedido. En este nuevo culto, negros e indios podían trabajar libremente. El culto se llamaría “Umbanda” y su lema principal sería la igualdad entre los hombres y la caridad. Preguntado por el nombre de la entidad, este respondió: «si tengo que tener un nombre, soy Caboclo das Sete Encruzilhadas porque no habrá caminos cerrados para mí». El mismo caboclo afirmó que en su anterior reencarnación fue un jesuita llamado Gabriel Malágrida.
Esa noche, a las 20:00 horas, en la casa familiar de Zelio de Moraes, se dieron cita los dirigentes de la Federación Espírita de Río de Janeiro y personas necesitadas de atención espiritual. Se incorporó en el joven Zelio el espíritu de quien se definiera como Caboclo Das Sete Encruzilhadas y refiere que esa casa de culto se denominará Tenda Espírita Nossa Senhora da Piedade. Luego de variadas explicaciones, da paso a otro espíritu, en el mismo médium, quien es conocido como el Preto Velho Pai Antonio, quien hiciera uso de ciertos elementos característicos, como un cachimbo (pipa), y que pidiera la primera guía (collares de cuentas de colores) de umbanda. Quedó así fundada la Tenda Espírita Nossa Senhora da Piedade, que actualmente existe.

### Origen del vocablo umbanda
Ni en el día de la anunciación de la umbanda, 15 de noviembre de 1908, ni en la primera sesión espiritual de la Tenda Espírita Nossa Senhora da Piedade, fue utilizado el término umbanda. Por lapso de alrededor de los cinco primeros años de esta forma de culto espírita, centrado en los ancestros étnicos, no hubo ningún nombre que la identificara. Con la llegada del tercer espíritu en el médium Zelio de Moraes, conocido como Orixá Mallet (Malé), el jefe (como se denominaba al Caboclo Das Sete Encruzilhadas) decidió como homenaje a este nuevo espíritu en arribar a la Tenda Espírita Nossa Senhora da Piedade, luego de cinco años de fundada, denominar a esa particular forma de culto espírita, con el nombre (árabe) de Alabanda (pueblo o al lado de Alá), siendo que Orixá Mallet refería haber sido en vida de origen musulmán, residente en Malasia.
De ese primitivo nombre, Alabanda, por razones fonéticas y de pertenencia, en cuando al contener el nombre del dios de los musulmanes, representaba cierta afiliación natural, en épocas que el catolicismo ejercía una hegemonía cultural y religiosa, que fue variando, seguidamente, a un equivalente en lengua hindú, Aumbandha, del que derivarán los nombres de las primeras corrientes, para luego, tan solo transliterando ese nombre con la A inicial separada, en portugués válida como artículo, comienza a tomar forma el nombre actual, desde ese 'A Umbanda' (la umbanda).
El nombre de esta religión, es probable que haya quedado estable entre 1915 y 1920, con mayor probabilidad de haberlo sido después de 1918 (diez años después de fundada la TENSP).
Las teorías de un potencial origen quimbundu del término umbanda, por contraposición con Quimbanda, no han aportado ningún elemento fiable que lo confirme. 

### Corriente fundacional de umbanda: Umbanda Branca e Demanda
Producto del desarrollo de variadas formas distintivas de la práctica de la religión umbanda, su corriente fundacional adopta la denominación de Umbanda Branca e Demanda, dando por equivalentes los términos umbanda, umbanda blanca y espiritismo de umbanda.

### Otras corrientes de umbanda
A partir de la irrupción del espiritismo de umbanda, conciliador del espiritismo junto a elementos de religiosidad de pueblos originarios de África y América con la magia roja europea y fundamentos del orientalismo (yoga, vedanta y budismo), también reflejados en el propio espiritismo (karma, reencarnación, etc.), es que esta religión sincrética se diversifica según el peso de sus componentes. Algunas corrientes tuvieron más de espiritismo que religiosidad de pueblos originarios de América y África. Otras tuvieron más componentes africanos que americanos o espíritas. Otras fueron de perspectiva esotérica, algunas desincretizadas desde el inicio, otras cuasi católicas, pero todas reflejando su origen umbandista, pese a llevar nombres diferentes, como Ombhandum, Aumbandham, Ompram, etc.
Viejas casas africanistas (de cultos africanos) adoptaron la umbanda para enriquecer sus prácticas de culto a los orixás, entendiendo que la manifestación directa de los espíritus en el espiritismo de umbanda complementa la realización de ritos de prosperidad y otros ofrecidos a sus dioses, como antaño, cuya respuesta o eficacia era indirecta. El poder hablar los feligreses de manera directa con los espíritus de sus antepasados constituyó el primer distintivo de valor para la umbandización de las casas de culto africanista. Luego, se daría un movimiento inverso.

### Umbanda cruzada
El término umbanda cruzada es utilizado como una denominación de culto, en sí misma, cuando debería ser complementada con el nombre del culto con el cual esa forma de umbanda estaría cruzada. Se empleaba esta definición con corrección, y así surgían denominaciones como umbanda con ketó o umbanda con candomblé (luego umbandomblé), que en su origen fue umbanda Cruzada con Quimbanda. En la actualidad, la mayoría de los centros de culto que se definen como umbandistas, practican umbanda cruzada (sin definir), pese a exhibir elementos sicréticos del candomblé, el batuque y la kimbanda (no quimbanda, casi inexistente). Algunas personas llaman la Umbanda Cruzada cuando utilizan sangre en sus obligaciones, al contrario de la Umbanda Blanca, en donde no se usan animales para ofrendar.
Los orígenes de la Umbanda Cruzada se remontan a los años 1400-1500 donde el Africano esclavo era traído a América con el fin de su comercializacion y su esclavitud, dada a las malas condiciones de vida que los "Blancos" le concedian, ellos se escapaban de los hogares de sus patrones con el fin de conseguir su libertad, al escaparse se iban a la selva o los bosques aledaños y se encontraban con los famosos "Quilombos", donde habitaban los Aborígenes Americanos o amerindios. En estos quilombos el Africano en busca de su libertad y a su vez el hogar de muchos Aborígenes, empezó a engendrarse lo que llamarian la Umbanda Cruzada, donde el Africano trae su cultura y creencia, donde utiliza la sangre y la mezcla con el indio, el cual utiliza las hierbas.

## Fundamentos de umbanda
La religión Umbanda tiene por característica principal el culto a sus ancestros étnicos. Por extensión, existe una relación indirecta con los Orixás africanos, en tanto y en cuanto fueran las deidades de los espíritus de origen africano que se manifiestan en umbanda, cuando estuvieran en vida terrenal; sin embargo, esto no se refleja con tal intensidad en cuanto a las deidades de los caboclos.
Suele utilizarse para diferenciar una práctica de umbanda de otras africanistas (la umbanda pertenece al colectivo de cultos africanistas o afroamerindios),  sus ritos no utiliza ropas de colores, ni tampoco tambores y por ser opuesta al sacrificio de animales. 
Otro fundamento de la umbanda es la caridad, por la cual los centros espíritas de umbanda no perciben pago alguno por sus prácticas espirituales a los feligreses, ni tampoco perciben dinero a cambio de obligaciones, inexistentes en esta religión. 
Los templos de umbanda deben organizarse como asociaciones civiles y los médiums, o sea, los hijos de su corriente, constituirse como asociados, para poder colaborar con el sostenimiento institucional a través de su cuota social, práctica que puede extenderse a su feligresía habitual.

## Siete líneas de la umbanda
Las siete líneas de umbanda hacen referencia a formas de identidad arquetípica en la cual los guías de umbanda se agrupan por cierta afinidad espiritual, constituyendo falanges. Existen corrientes que manifiestan siete líneas de umbanda, otras cuatro, otras nueve o doce, y hasta ninguna.
No hay acuerdo entre la conformación de estas líneas, existiendo decenas de identidades espirituales, generalmente denominadas bajo el nombre de un orixá africano, en franca contradicción con su práxis y definiciones (dogma).
Sí pueden diferenciarse grupos étnicos por antonomasia: los caboclos (aborígenes americanos), los Pretos Velhos (descendientes de esclavos negros africanos) y la Línea de Oriente (integrada por maestros orientales de amplio espectro). En las corrientes cruzadas hay más pueblos reconocidos, y en las corrientes orientales se hace caso omiso a las diferencias.
En lo técnico, los espíritus de Caboclos y Pretos Velhos son la mistura fundamental de la umbanda, guardando cierta compatibilidad entre sí. Separadamente, la línea de Oriente trabaja con otros elementos y circunstancias, no siendo estos espíritus compatibles con todo tipo de médiums, prefiriendo los canales, en obvia evolución de esta forma de culto.
Sin embargo, subsiste la siguiente relación, no original, entre las líneas de umbanda mediante su sincretismo afro-católico:
1. Línea de Oxalá (equivalente a Jesús)
2. Línea de Oriente (comandada por San Juan Bautista)
3. Línea de Yemanjá (sincretizada con Stella Maris)
4. Línea de Ogum (sincretizada con San Jorge)
5. Línea de Oxossi o Caboclos (sincretizada con San Sebastián)
6. Línea de Xangó (sincretizada con San Marcos)
7. Línea da las Almas o Pretos Velhos.
En otras formas de organizar estas líneas, la Línea de las Almas, los Pretos Velhos quedan fuera de las siete líneas, siendo reemplazada por la Línea de Oxum, u otras. Existen corrientes de umbanda con 4, 7, 9, 12 y más líneas.

## Calendario de la umbanda
| Fecha                                        | Umbanda                     | Sincretismo                                    | Observaciones |
| -------------------------------------------- | --------------------------- | ---------------------------------------------- | --- |
| 20 de enero                                  | Oxossi y Caboclos           | San Sebastián                                  | Caboclos |
| 2 de febrero                                 | Iemanjá                     | Nuestra Señora de los Navegantes; Stella Maris | Reina de los mares y océanos, la calunga grande. |
| 23 de abril                                  | Ogum                        | San Jorge                                      | Dueño de los metales, el camino y los montes. Mensajero directo de Oxalá |
| 13 de mayo                                   | Pretos Velhos               |                                                | Fecha de la liberación de los esclavos en Brasil |
| 13 de junio                                  | Bara                        | San Antonio                                    | |
| 24 de junio                                  | Africanos y bahianos        | San Cipriano                                   | Son entidades alegres, cortan demandas y cualquier trabajo hecho en contra de sus hijos/filhos. |
| 29 de junio                                  | Bara Lode                   | San Pedro                                      | |
| 26 de julio                                  | Nana Borokún "Iemanja Nana" | Santa Ana                                      | La Iemanja más vieja |
| 16 de agosto                                 | Babalú Ayé "Obaluayê"       | San Roque                                      | |
| 27 de septiembre                             | Ibejis                      | Cosme y Damián                                 | Crianzas (niños). |
| 29 de septiembre                             | Xango, Changó               | San Marcos de León; San Jerónimo               | Señor de los truenos, los rayos, la justicia, la danza y el fuego. |
| 15 de noviembre                              | Día de la Umbanda           |                                                | En 1908, Zelio Fernandino de Moraes incorpora por primera vez el Caboclo de las Siete Encrucijadas, que es considerado la primera manifestación pura de la umbanda y el nacimiento oficial de la religión.[4] |
| 25 de noviembre                              | Obbá                        | Santa Catalina de Alejandría                   | |
| 4 de diciembre                               | Iansá, Oiá                  | Santa Bárbara                                  | Señora de los vientos y los rayos. Comparte este dominio con Xango |
| 8 de diciembre                               | Oxum, Ochún                 | Inmaculada Concepción                          | Señora del amor, protege a las crianzas (los niños) hasta que aprenden a hablar. Está en los ríos y cascadas, y las aguas dulces en general. Su metal es el oro y su color es el amarillo o dorado.           |
| 17 de diciembre                              | Xapaná (Obaluaié anciano)   | San Lázaro                                     | |
| 24 de diciembre (de noche) y 25 de diciembre | Oxalá Mozo                  | Niño Jesús                                     | |